# John Renbourn
John Renbourn (født 8. august 1944 i Marylebone, London, England, død 26. marts 2015 i Hawick, Skotland) var en engelsk folkemusiker og stiftende medlem af bandet Pentangle. Han opnåede en fremtrædende plads i London i 1960'erne, først som elektrisk guitarist og backing musiker for bl.a. blues- og gospel sangerinden Dorris Henderson, senere som akustisk guitarist samt singer-songwriter. Sammen med vennen Bert Jansch optrådte han i bl.a. klubber og pubber i London fra 1963, og de dannede i 1967 Pentangle, som var en fremtrædende gruppe i genoplivningen af den britiske folkemusik i 1960'erne. Sideløbende arbejdede han som solist i folkemusikklubber og indspillede flere solo albums, ligesom han samarbejdede med andre musikere som Anne Briggs. Efter opløsningen af Pentangle i 1973 fortsatte han både som solist og i forskellige samarbejder med bl.a Stefan Grossman i 1980’erne og blues guitaristen Wizz Jones fra omkring år 2012. Han var aktiv som musiker helt frem til sin død. Dagen før han blev fundet død i sit hjem, skulle han have optrådt i Glasgow, men han mødte aldrig frem .Ifølge de engelske medier døde han af et hjerteanfald. 
Selv om han oftest bliver omtalt som folkemusiker, spændte han vidt musikalsk med udgivelser indenfor genrer som jazz, europæisk klassisk musik (især barok og middelaldermusik. Hans album Sir John Alot fra 1968, der ofte omtales som det mest indflydelsesrige blandt hans udgivelser, er baseret på den engelske musikalske middelaldertradition. 

## Biografi

### Ungdomsårene
John Renbourn studerede klassisk guitar i skolen og blev allerede I 1950’erne influeret af "Skiffle", hvilket fik ham til at studere værker af artister som Lead Belly, Josh White og Big Bill Broonzy.
I det følgende årti var Rhythm and Blues blandt de mest populære stilarter, og indflydelsen fra Davey Graham var tydelig, da Renbourn i 1961 turnerede med Mac MacLeod og gentog denne tour i 1963. Dette samarbejde førte bl.a. til indspilningen af et demobånd. Renbourn spillede kortvarigt i et R&B band, samtidig med at han studerede ved Kingston College of Art i London. Renbourn, men det var hans fingerspil på akustisk guitar, der skabte opmærksomhed hos publikum. I sit samarbejde med afrikansk-amerikanske Dorris Henderson viste han sin åbensindede indfaldsvinkel til at udvikle spilteknikken, da han skar toppen af bordtennisbolde og satte dem på fingerspidserne for at skabe større resonans. Sammen indspillede de to albums, There You Go (1965) og Watch the Stars (1967). Ganske vist var den britiske “Folk Revival” påbegyndt, men de fleste klubber var baseret på traditionelle folkesange og elektriske guitarister var ikke altid lige velkomne. I ’’Les Cousins’’ på Greek Street i Soho var de dog velkomne, og i 1963 skabte Renbourn og guitaristen Bert Jansch, som var kommet til London fra Edinburgh en overraskende duetstil, som blev kendt som "folk barok". Deres album Bert and John er et eksempel på denne stil.
Renbourn fik flere albums udgivet på Transatlantic i 1960’erne. To af disse, Sir John Alot og Lady and the Unicorn, opsummer fint Renbourns spillestil og sangskrivning fra denne periode.Sir John Alot er en fin blanding af jazz/blues/folk og en mere klassisk inspireret spillemåde.Lady and the Unicorn er stærkt præget af Renbourns interesse for middelaldermusik. Jansch spilled med på et par af numrene på Renbourns første solo album for Transatlantic Records i 1965, og Renbourn tilbagebetalte denne ”kompliment” på Jansch’s Jack Orion fra 1966. Begge var under påvirkning af guitaristen Davey Graham, og deres fælles, primært instrumentelle album, Bert and John fra 1966 kan ses som en forløber for deres band Pentangle, med dets indflydelse fra mange stilarter, bl.a. moderne jazz.

### Pentangle
I 1967 begyndte Renbourn at spille med Jacqui McShee,som sang traditionelle engelske folkesange, og med den amerikanske violinist Sue Draheim. Sammen med Bert Jansch, bassisten Danny Thompson og trommeslageren Terry Cox dannede de Pentangle. Denne gruppe opnåede en bemærkelsesværdig succes. Efter at de havde holdt generalprøve på The Horseshoe Pub i London, debuterede de som liveband i the Royal Festival Hall i maj 1967. Deres optræden, baseret på en meget varieret inspiratio fra jazz, blues, traditionel folkemusik, originale sange og middelaldertemaer i en flydende og improviserende stil, førte dem videre på turnè, bl.a. i USA i 1968, hvor de spillede i Carnegie Hall og på Newport Folk Festival. På solo - albumnmet ’’Faro Annie’’ (1971) vendte Renbourn tilbage til klassiske folk- og blues temaer. De mange turneer med Pentangle sled på medlemmerne og trods vedvarende succes opløste de bandet i begyndelsen af 1973.

### Tiden efter Pentangle
Renbourn vedblev at udgive soloalbums i 1970’erne og 1980’erne. Meget af dette materiale er keltisk inspireret, sammenvævet med en række andre stilarter. I slutningen af 1970’erne samarbejdede han med guitaristen Stefan Grossman. De indspillede ligeledes to albums sammen, hvor en stor del af materialet var af same type som i folk barok tiden med Bert Jansch.
I 1982 tog han eksamen i komposition og orkestrering ved Dartington college i Devon. Han beskrev studiet som "en enestående oplevelse", der afslørede sider af musiklivet, som han havde "været komplet uvidende om". Sideløbende med sin musikalske karriere påbegyndte han en erhvervsmæssig karriere som musiklærer på Darlington College i England. Som følge heraf fokuserede han fortrinsvis på at skrive klassisk musik, men turnerede dog også med sit tidligere materiale indenfor folkemusikken. Han medvirkede ligeledes på soundtracket til filmen Scream for Help, bl.a. sammen med sin nabo, bassisten John Paul Jones. I 1988 medvirkede Renbourn kortvarigt i et band ved navn Ship of Fools sammen med Tony Roberts (fløjte), Maggie Boyle (tekstforfatter og multiinstrumentalist) og Steve Tilston (guitar).  Dette band indspillede et enkelt album, men masterbåndet med optagelserne fra deres første koncert i New York blev slettet. På en tour året efter, der bl.a. bragte ham til Hong Kong, Malaysia, Japan og Alaska. optrådte han igen solo. Han underviste dog stadig i guitarspil og udgav i denne forbindelse en instruktionsbog John Renbourn Fingerstyle Guitar.(2000). Ud over ansættelsen ved Darlington College underviste han også i guitarspil ved universiteter i USA og Canada.
Renbourn fortsatte efter år 2000 med at indspille albums og turnere. Han afholdt en række koncerter i USA med Archie Fisher, og i 2005 tog han til Japan for femte gang i sin karriere, denne gang ledsaget af Tokio Uchida og Woody Mann. I 2006 spillede han bl.a på Green Man Festival i Wales, ligesom han havde flere optrædener med Robin Williamson og Jacqui McShee. Renbourns sidste studieindspillede album hedder Palermo Snow. Det udkom i 2010.
Indtil Jansch’s død i 2011 blev Pentangle ved enkelte lejligheder gendannet, bl.a. da bandet blev tildelt en ærespris af Richard Attenborough ved BBC Folk Awards i 2007. Renbourn "vendte tilbage til rødderne", da han indledte et fast samarbejde med bluesguitaristen Wizz Jones fra omkring år 2012.
John Renbourn skulle have optrådt i Glasgow den 25. marts 2015, men han mødte ikke frem til den planlagte koncert. Han blev fundet død i sit hjem den 26. marts 2015. Tommy Emmanuel optrådte samme aften i DR - koncerthuset i København, hvor han tilegnede sin fortolkning af Somewhere Over The Rainbow til Renbourn. Ralph McTell udsendte en hyldest til Renbourn på sin hjemmeside samme dag. 

## Betydning
Renbourn øvede stor indflydelse på den britiske folkemusik, som han "udøvede med en behagelig tenorstemme, men han var også draget af ragtime og blues, specielt den komplekse type tidlig landlig blues med fingerpicking teknik."
Renbourn har inspireret en række guitarister inden for forskellige genrer. Blandt de mange, der udsendte mindeord og understregede Renbourns betydning for deres musikalske udvikling var Finn Olafsson:
"John Renbourns arrangementer for guitar af renæssancekomponisten John Dowlands musik og hans duosamarbejde med Bert Jansch var en stor inspirationskilde for de kommende akustiske guitarister i the 60'erne og 70ernes - mig selv inklusive", skrev Finn Olafsson på sin facebook - væg.
Også blandt kritikere har Renbourn været omtalt som en betydningsfuld musiker og inspirator:
"Renbourns guitarspil er en fascinerende og original blanding af folkemusik, blues, jazz, ragtime, middelalder- og rennæssancemusik. Han er uden tvivl den mest alsidigt begavede af de guitarister, som den engelske revival satte i gang, men hans blændende teknik overdøver aldrig indtrykket af en varm og udtryksfuld musiker. Og så bør det ikke glemmes, at han også er en glimrende sanger."

## Diskografi

### Solo albums
- John Renbourn (1965)
- Another Monday (1967)
- Sir John Alot of Merrie Englandes Musyk Thyng and ye Grene Knyghte (1968)
- The Lady and the Unicorn (1970)
- Faro Annie (1971)
- So Clear (1973)
- Heads and Tails (1973)
- The Guitar of John Renbourn (1976, released 2005, a.k.a. The Guitar Artistry of John Renbourn)
- The Hermit (1976)
- A Maid in Bedlam (1977)
- The Black Balloon (1979)
- So Early in the Spring (1979)
- One Morning Very Early (1979)
- The Enchanted Garden (1980)
- The Nine Maidens (1986)
- Shines Bright (1987)
- Folk Blues of John Renbourn (1988)
- John Renbourn's Ship of Fools (1988)
- Medieval Almanac (1989)
- Will the Circle Be Unbroken (1995)
- Lost Sessions (1996)
- Traveller's Prayer (1998)
- Palermo Snow (2011)

### Samarbejder
Med Dorris Henderson
- There You Go (1965)
- Watch the Stars (1967)

Med Stefan Grossman
- Live In (1978)
- John Renbourn and Stefan Grossman (1978) (*)
- Under the Volcano (1979)
- The Three Kingdoms (1986)
- (* Udvalgte tracks med John Renbourn and Stefan Grossman and from Under the Volcano blev frigivet med titlen Keeper of the Vine (1982), og senere i en lidt afvigende udgave med titlen Snap a Little Owl (1997))

Med Bert Jansch
- Bert and John (1966)

### Kompileringer
- The John Renbourn Sampler (1971)
- The Essential Collection Vol 1: The Soho Years (1986)
- The Essential Collection Vol 2: The Moon Shines Bright (1987)
- Essential John Renbourn (1992)
- Collection (1995)
- Definitive Transatlantic Collection (1998)
- Nobody's Fault but Mine (An Anthology) (2005)[8]

### Live albums
- Live in America (1981) – The John Renbourn Group
- Live ... In Concert (1984) – John Renbourn and Stefan Grossman
- Wheel of Fortune (1993) – John Renbourn and Robin Williamson
- BBC Live in Concert (1998)
- Live in Italy (2006)

### DVD
- Rare Performances 1965 – 1995 (2004)
- In Concert (2004)

## Eksterne links
- Johnrenbourn.co.uk (Webside ikke længere tilgængelig)
- John Renbourn website
- Brennan, Sandra. "Biography: John Renbourn". Allmusic. Hentet 3. juni 2010.
- "Guitarist Renbourn dies aged 70". Independent.ie. 2015-03-21. Hentet 2015-03-26.
- Rebecca Ratcliffe (26. marts 2015). "Guitarist and songwriter John Renbourn, founder of Pentangle, dies". The Guardian. Hentet 27. marts 2015.
- Poulsen, Jacob Patrick. "Legendarisk engelsk guitarist død". Gaffa. Arkiveret fra originalen 27. juni 2015. Hentet 27. marts 2015.